# اللغة الفرنسية في الولايات المتحدة

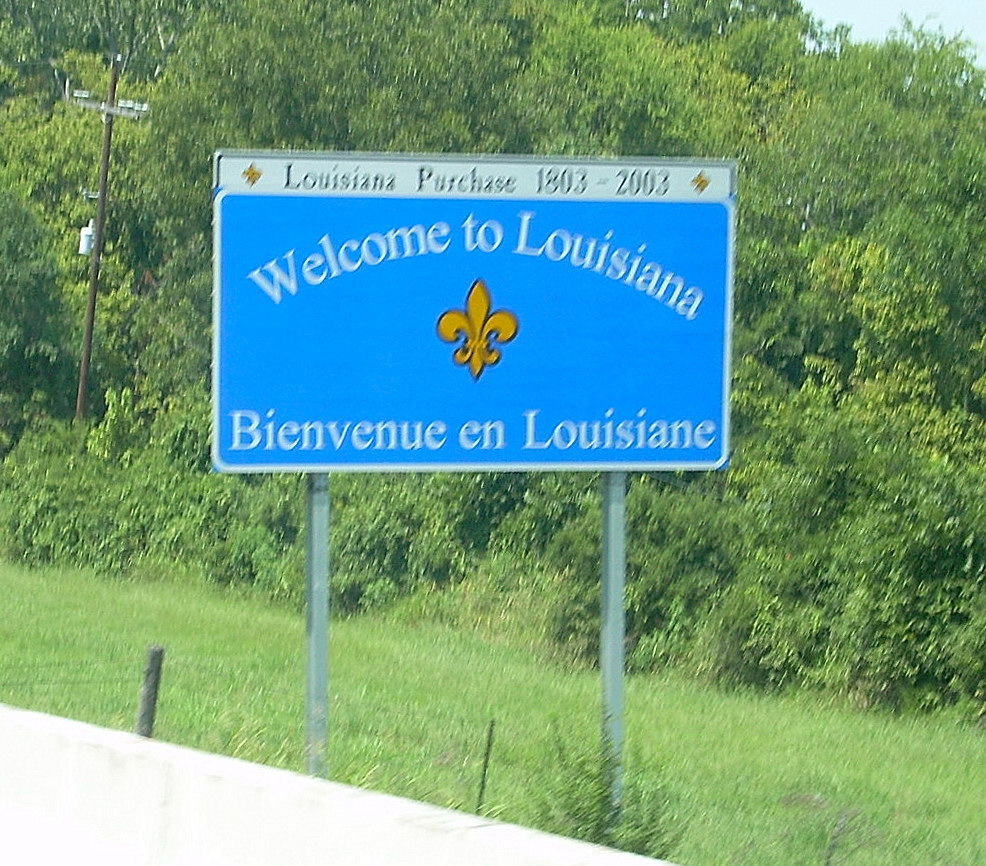
لافتة ترحيبية لولاية لويزيانا باللغتنين الإنجليزية (بالإعلى) وبالفرنسية (بالأسفل).

اللغة الفرنسية في الولايات المتحدة يُتحدث بها كلغة أقلية، فقد بلغ عدد المتحدثين تقديرياً حوالي 2.07 مليون نسمة من سكان الولايات المتحدة ممن تزيد أعمارهم عن خمس سنوات عام 2010، مما يجعل اللغة الفرنسية هي اللغة الرابعة الأكثر انتشاراً في البلاد بعد الإنجليزية والإسبانية والصينية.